# NGC 6131
NGC 6131 (również PGC 57927 lub UGC 10356) – galaktyka spiralna z poprzeczką (SBc), znajdująca się w gwiazdozbiorze Korony Północnej. Odkrył ją Édouard Jean-Marie Stephan 15 czerwca 1882 roku.